# Marco Antonio Gussio
Marco Antonio Gussio (Nicosia, ... – Catania, luglio 1660) è stato un vescovo cattolico italiano.

## Biografia
Nacque a Nicosia, nell'allora arcidiocesi di Messina da famiglia nobile. Fu dottore in teologia e in utroque iure.
Presentato il 9 dicembre 1643 dal re Filippo IV, nella sua qualità di re di Sicilia, il 23 maggio 1644 papa Urbano VIII lo nominò vescovo di Cefalù; ricevette l'ordinazione episcopale a Roma il 29 maggio seguente dal cardinale Gil Carrillo de Albornoz, camerlengo del Collegio cardinalizio, co-consacranti Giuseppe Ciantes, vescovo di Marsico Nuovo, e Antonio Celli, vescovo di Isola.
Prese possesso canonico della diocesi il 26 giugno 1644.
Durante il suo episcopato fondò un orfanotrofio ed eresse un Monte di Pietà.
Il 22 agosto 1650 papa Innocenzo X lo trasferì alla sede di Catania.
Morì a Catania nel mese di luglio 1660.

## Genealogia episcopale
La genealogia episcopale è:
- Cardinale Guillaume d'Estouteville, O.S.B.Clun.
- Papa Sisto IV
- Papa Giulio II
- Cardinale Raffaele Riario
- Papa Leone X
- Papa Paolo III
- Cardinale Francesco Pisani
- Cardinale Alfonso Gesualdo
- Papa Clemente VIII
- Cardinale Pietro Aldobrandini
- Cardinale Laudivio Zacchia
- Cardinale Antonio Barberini, O.F.M.Cap.
- Cardinale Gaspar de Borja y Velasco
- Cardinale Gil Carrillo de Albornoz
- Vescovo Marco Antonio Gussio